# 林翔太郎
林 翔太郎（はやし しょうたろう、1995年9月13日 - ）は、日本の男子プロバスケットボール選手である。ポジションはスモールフォワード。B.LEAGUEのベルテックス静岡所属。

## 来歴
北海道出身。
旭川大高校から東海大九州に進み、大学日本代表に選出される。
【2018年1月】川崎ブレイブサンダースと特別指定選手契約。卒業後にプロ契約。
【2020年】新潟アルビレックスBBに移籍。
【2021年】滋賀レイクスターズに移籍。
【2022年】茨城ロボッツに移籍。
【2023年】福島ファイヤーボンズに移籍。
10月22日、開幕から6試合中5試合で先発を務め、青森ワッツとの第1戦では16得点5アシストをマークしていたが、22日の第2戦で試合終了間際に受傷し右足関節開放性脱臼との診断を受けチームを離脱。この日は36分5秒のプレータイムを記録し、9得点9リバウンド2アシストをマーク。ダブルダブル級の活躍でチームを牽引していた。
12月、『バスケ界 たぎりワード大賞』を圧倒的得票数で第1位獲得。怪我で離脱中の林翔太郎が、福島のクラブ公式X （旧Twitter）にポストされた練習風景に対し、「若い選手たち全然声出てないですね。悲しいです」と冗談混じりにリプライ。続けて、「特に多田」ともリプライし、ムードメーカーであるチームメートの多田武史をイジっていた。これを機に、福島ブースターの間ではハッシュタグ「＃特に多田」をつけてポストをする事が流行し「＃特に多田」のワードが日本代表関連をも上回り『バスケ界 たぎりワード大賞』となる。
【2024年】1月27日、復帰まで約半年との診断を受けるも、過酷なリハビリを経て古巣である滋賀レイクスとの第1戦でベンチ入りを果たす。出場時間5分以内と制限付きではあったが翌日の第2戦では見事に勝利。更に1月31日、復帰後初めてのホーム戦となる試合ではキャプテン田渡からのパスを受け、3ポイントシュートを見事に決め会場を沸かせる。のちに福島ファイヤーボンズ公式YouTube、『COMEBACK33』にて受傷からリハビリ、復帰への思い、支えとなったチーム内外の仲間やファンへの感謝を語った。
同年8月、福島ファイヤーボンズのキャプテン就任。「今シーズンキャプテンを務めることになりました。皆さんきっと驚いていると思いますが、僕が1番驚きました。自分自身バスケットボールのキャリアで一度もキャプテンを務めたことがありません。けれど、僕は今まで色々なチームに所属していた経験があり、その中で素晴らしいキャプテンをたくさん見てきました。その経験を活かし、僕は僕なりのやり方でチームを引っ張っていきたいと思います。シーズン通して良い時も悪い時もあると思うので、頼りになるチームメイト・スタッフと共に助け合いながらプレーオフに出場して、最終目標であるB1昇格できるように日々精進して行きますので、一緒に戦ってください。今シーズンよろしくお願いします」と決意を表明。
【2025年】4月、2024ー25年シーズン中の60試合に全出場、53試合をスターティングメンバーとしてチームを牽引。
同年6月、ベルテックス静岡に移籍。

## 日本代表歴
- 2016年アジア・パシフィック大学バスケットボールチャレンジ
- 2016年李相佰盃